# Slakkenkevers
De slakkenkevers (Drilidae) zijn een familie van insecten in de orde der kevers (Coleoptera).

## In Nederland waargenomen soorten
- Genus: Drilus
  - Drilus concolor
  - Drilus flavescens - (Slakkenvreter)